# 唐维索苏
唐维索苏是巴西米纳斯吉拉斯州的一个市镇。总面积113.178平方公里，总人口3020人，人口密度26.7人/平方公里。